# Ninni Eglénová
Ninni Eglénová provdaná Ninni Kyselová (* 1. května 1967) je bývalá švédská sportovní šermířka, která se specializovala na šerm kordem. Švédsko reprezentovala v osmdesátých a devadesátých letech 20. století. V roce 1988 obsadila třetí místo na mistrovství světa v soutěži jednotlivkyň.